# Bénédicte Escudier
Pour les articles homonymes, voir Escudier.
Bénédicte Escudier, née le 1er décembre 1956 à Neuilly-sur-Seine (Hauts-de-Seine), est une ingénieure et professeure française spécialisée dans l’aérospatiale. 
Première femme au sein du corps professoral de l'École nationale supérieure de l'aéronautique et de l'espace, directrice et fondatrice du Centre Spatial Universitaire de Toulouse (CSUT), elle reçoit en 2016 la médaille Frank J. Malina de la Fédération internationale d'astronautique.

## Biographie

### Famille et formation
Bénédicte Jeanne Yvonne Mariaud est née le 1er décembre 1956 à Neuilly-sur-Seine du mariage de Guy Mariaud et de Marie-Claude Giroud,.
Après des classes préparatoires au lycée Pasteur de Neuilly-sur-Seine, elle intègre l'École nationale supérieure de l'aéronautique et de l'espace à Toulouse dont elle est diplômée en 1979.
Elle épouse Philippe Escudier, de sa promotion de l'École nationale supérieure de l'aéronautique et de l'espace,.

### Enseignement
Après avoir travaillé au développement de satellites d'observation de la Terre dans le secteur militaire pendant trois ans, elle devient la première femme membre du corps professoral de l'École nationale supérieure de l'aéronautique et de l'espace, et a notamment donné des cours à des personnes telles que Sylvestre Maurice ou les astronautes français Thomas Pesquet et Sophie Adenot. Bénédicte Escudier développe les activités spatiales et rejoint le chef de département espace. Elle se spécialise dans l’ingénierie des systèmes spatiaux et les sciences spatiales et devient une référence internationale dans ce domaine. 
Elle y développe plusieurs programmes internationaux (Erasmus Mundus) et donne des cours à l'étranger, notamment en Finlande, en Italie et en Argentine. Elle favorise les programmes d'échanges et de recherche en Chine, au Canada, au Brésil et développe des accords de double diplômes avec les universités américaines, l'ESA ou la National Aeronautics and Space Administration (NASA).
En 2016, elle est nommée directrice du Centre Spatial Universitaire de Toulouse (CSUT) à sa création,, centre « au cœur de l'innovation spatiale ».
Bien que retraitée, elle continue à enseigner l'architecture des satellites.

## Publications
Bénédicte Escudier est co-auteure avec Jean-Yves Pouillard de l'ouvrage Mécanique spatiale paru en 1996 aux éditions Ensaé à Toulouse, 111 pages  (ISBN 2-84088-028-8).

## Distinctions
Le 20 juillet 1998, elle est nommée parmi les représentants du personnel d'enseignement et de recherche, au sein du conseil d'administration de l'École nationale supérieure de l'aéronautique et de l'espace.
En 2010, elle est nommée vice-présidente de l'Institut au service du spatial, de ses applications et technologies (ISSAT).
Le 9 juin 2011, Bénédicte Escudier est promue au grade de « Senior » de l'Association aéronautique et astronautique de France (A3F) en tant que « Directeur du développement International et des relations industrielles » de l'Institut supérieur de l'aéronautique et de l'espace (ISAE).
Le 12 juillet 2013, Bénédicte Escudier est nommée chevalier de l'ordre national de la Légion d'honneur au titre du ministère de la Défense en tant que « directrice dans un établissement public du ministère ; 34 ans de services ».
En 2016, elle obtient la médaille Frank J. Malina de la Fédération internationale d'astronautique,. Elle est la première Française à recevoir cette distinction depuis sa création en 1984, et la quatrième femme après l'Australienne Anne Brumfitt (experte en enseignement à l'Agence spatiale européenne) en 2008, l'astronaute américaine Barbara Morgan en 2009 et l'ingénieure italienne Amalia Ercoli-Finzi en 2012.